# Partit Jove Finlandès
Partit Jove Finlandès o Partit Fennòman Constitucional (finès Nuorsuomalainen Puolue o Perustuslaillis-Suomenmielinen Puole) va començar com un moviment reformista de classe alta sorgit dins el Partit Finlandès del Gran Ducat de Finlàndia, però que no es va constituir com a partit fins al 1894. El moviment es va separar del moviment fennòman i del Partit Finlandès a causa de la competència política de les dues generacions de polítics que tenien diferents visions sobre l'estatut constitucional del Gran Ducat dins l'Imperi Rus. A més, la industrialització i l'obertura de l'economia finlandesa per Alexandre II de Rússia va donar espai al pensament polític liberal. Els Joves Finlandesos es van oposar a la russificació de 1899-1905 sobre bases constitucionals. Durant aquest període, diverses faccions polítiques es van unir al moviment i es mantingueren unides contra l'adversari comú, l'autocràtic Imperi Rus.
El 1907, després d'una vaga general que va acabar el primer període de russificació i va portar la democràcia parlamentària amb sufragi universal i un parlament unicambral de Finlàndia, els Joves Finlandesos va prendre part en la primera elecció parlamentària finlandesa com a partit liberal de centredreta. Tanmateix, ja durant el segle xix s'havien produït conflictes interns per la seva línia política, i després que la pressió de Rússia va alleujar les principals diferències entre els diferents grups separats, es van obrir novament i es parlava fins i tot de la creació de dues faccions completament separades. El partit es va mantenir unit formalment, però es va dividir en dos grups principals: els "pardals" (varpuset), dirigits per Kaarlo Juho Ståhlberg i els "orenetes" (pääskyt), dirigit per Johan Castrén i Pehr Evind Svinhufvud. El "pardals" van ser una facció liberal que apostava pel liberalisme i les reformes socials. En política exterior eren orientats cap al Regne Unit i França, però després de la Guerra Civil Finlandesa del 1918 el seu suport a Alemanya van augmentar. Per contra, els "orenetes" eren principalment conservadors i partidaris d'una economia liberal, però sense emfatitzar en la necessitat de reformes socials.
Durant la Primera Guerra Mundial i especialment després de la Guerra Civil, van mirar cap a Alemanya. Svinhufvud s'orientà fortament cap a l'Imperi Alemany i donà suport a un sistema polític monàrquic per a Finlàndia. Ståhlberg, per contra, va instar a la democràcia plena i a la formació d'una república de Finlàndia. Durant l'hegemonia d'Alemanya el 1918, els monàrquics van guanyar la batalla política i una clara majoria dels joves finlandesos van votar a favor d'un príncep alemany Friedrich Karl per convertir-se en rei de Finlàndia. Només Ståhlberg i alguns altres joves finlandesos van votar en contra de la monarquia.
Després de la Guerra Civil Finlandesa de finals de 1918, el Partit Jove Finlandès es va dividir finalment en dos partits. Una minoria dels membres amb el conservador Svinhufvud crearen el monàrquic Partit de la Coalició Nacional (juntament amb la majoria del Partit Finlandès), mentre que la majoria es va unir al liberal Stahlberg en el republicà Partit Nacional Progressista. Després de la derrota de l'Imperi Alemany a la Primera Guerra Mundial, l'opció monàrquica s'havia ensorrat i Stahlberg fou escollit primer president de Finlàndia el 25 de juliol de 1919.
Durant la dècada del 1990 es va formar un partit dretà amb el mateix nom que va obtenir dos escons al Parlament, però que els va perdre a les següents eleccions.

## Resultats electorals
| Any  | Vots           | %              | Escons   | +/- |
| ---- | -------------- | -------------- | -------- | --- |
| 1907 | 121 604        | 13,65%         | 26 / 200 | Nou |
| 1908 | 115 201        | 14,23%         | 26 / 200 | =   |
| 1909 | 122 770        | 14,50%         | 29 / 200 | 3   |
| 1910 | 114 291        | 14,44%         | 28 / 200 | 1   |
| 1911 | 119 361        | 14,88%         | 28 / 200 | =   |
| 1913 | 102 313        | 14,13%         | 29 / 200 | 1   |
| 1916 | 99 419         | 12,50%         | 23 / 200 | 6   |
| 1917 | Coalició NP-SP | Coalició NP-SP | 24 / 200 | 1   |